# Campainha de Oxford

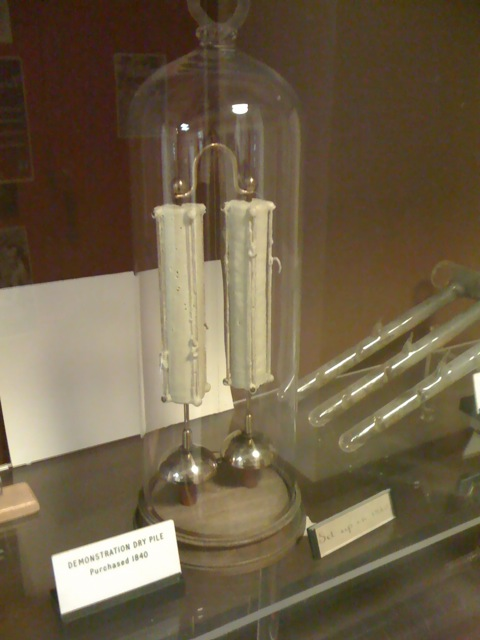
A Campainha em dezembro de 2009.

Carregado pelas duas pilhas, o badalo move-se de um lado a outro entre os dois sinos.

A Campainha de Oxford Electric Bell, ou Pilha-de-Volta de Clarendon é uma campainha experimental posta em funcionamento em 1840 e que tem permanecido funcionando quase continuamente desde então. Foi uma das primeiras peças compradas para uma coleção de aparatos do clérigo e físico Robert Walker. Está localizada em um corredor adjacente à sala do Laboratório Clarendon, na Universidade de Oxford (Inglaterra), e ainda está tocando, apesar de quê inaudivelmente, por estar atrás de duas camadas de vidro.

## Design
O experimento consiste de dois sinos de latão, cada um posicionado sob uma Pilha de Volta, com o par de pilhas conectado em série. O badalo é uma esfera de metal de aproximadamente 4mm de diâmetro, suspensa entre as pilhas, que toca os sinos alternadamente devido a força eletrostática. Quando o badalo toca o sino, ele é carregado por uma pilha, e então eletrostaticamente repelido, sendo atraído pelo outro sino. Ao acertar o outro sino, o processo se repete.
O uso de força eletrostática significa que, ao passo que alta tensão é requerida para criar o movimento, apenas uma pequena quantia de carga é levada de um sino a outro, sendo este o motivo das pilhas estarem sendo capaz de durar desde que o aparato foi feito. A frequência de oscilação é de 2 hertz.
Em certo momento, este dispositivo desempenhou um papel importante na distinção entre duas teorias diferentes de ação elétrica: a teoria da tensão de contato (uma teoria científica obsoleta baseada nos então prevalecentes princípios eletrostáticos) e a teoria da ação química.

A Campainha de Oxford, porém, não demonstra características moto-perpétuas! Eventualmente ela parará de tocar, quando as pilhas-de-Volta tiverem distribuído suas cargas igualmente - se o badalo não exaurir-se antes disto. A Campainha já produziu, aproximadamente, 10 bilhões de toques desde 1840, e detém o Guinness World Record de "a bateria mais durável do mundo provendo tintinabulação ininterrupta".

## Operação
Fora curtas interrupções ocasionais causadas por alta umidade, a campainha tem tocado continuamente desde 1840. Ela pode ter sido construída em 1825.